# Wielkie Wierzno
Wielkie Wierzno (deutsch Groß Rautenberg) ist ein Ort in der polnischen Woiwodschaft Ermland-Masuren. Er gehört zur Stadt-und-Land-Gemeinde Frombork (Frauenburg) im Powiat Braniewski (Kreis Braunsberg).

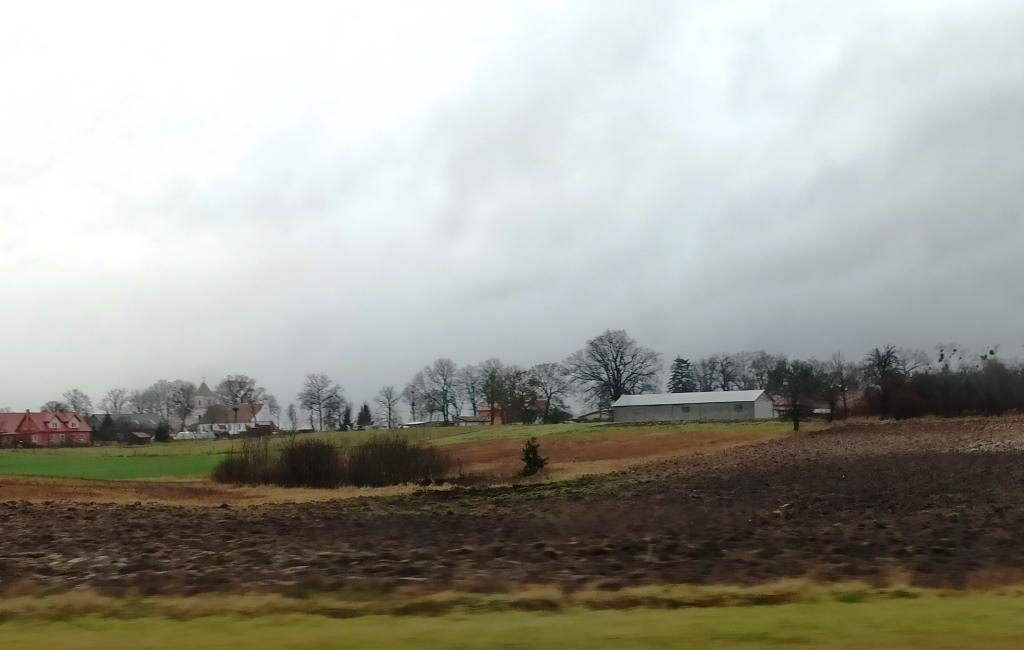
Dorfansicht Wielkie Wierzno

## Geographische Lage
Wielkie Wierzno liegt im Nordwesten der Woiwodschaft Ermland-Masuren, 13 Kilometer südöstlich der Kreisstadt Braniewo (Braunsberg).

## Geschichte

### Ortsgeschichte
Anlässlich der Verleihung der Handfeste fand das Dorf am 14. März 1297 seine erste urkundliche Erwähnung. Bereits 1340 teilte man den Ort in Groß und Klein Rautenberg (polnisch Małe Wierzno).
Zu dem alten Kirchdorf gehörten eine Sägerei, eine Meierei, eine Ziegelei und eine Windmühle. Auch wurde der Wohnplatz Abbau Moorbruch (polnisch Rucianka) integriert. Am 18. Juni 1874 wurde der Amtsbezirk Rautenberg im ostpreußischen Kreis Braunsberg, Regierungsbezirk Königsberg, gebildet, dem anfangs zwölf, am Ende noch acht Kommunen angehörten. Die Landgemeinde Groß Rautenberg zählte im Jahre 1910 473 Einwohner.
Am 30. September 1928 vergrößerte sich Groß Rautenberg um den Gutsbezirk Neu Sadlucken (polnisch Nowe Sadłuki), der eingemeindet wurde. Die Einwohnerzahl der Landgemeinde belief sich 1933 auf 474 und 1939 auf 490.
Im Jahre 1945 wurde in Kriegsfolge das gesamte südliche Ostpreußen an Polen abgetreten. Groß Rautenberg erhielt die polnische Namensgebung „Wielkie Wierzno“ (lange Zeit auch „Wierzno Wielkie“) und ist heute eine Ortschaft im Verbund der Gmina Frombork (Stadt-und-Land-Gemeinde Frauenburg) im Powiat Braniewski (Kreis Braunsberg), von 1975 bis 1998 der Woiwodschaft Elbląg, seither der Woiwodschaft Ermland-Masuren zugehörig.

### Amtsbezirk Rautenberg (1874–1945)
Zum Amtsbezirk Rautenberg gehörten in der Zeit seines Bestehens:
| Deutscher Name                                  | Polnischer Name     | Anmerkungen                                                     |
| ----------------------------------------------- | ------------------- | --------------------------------------------------------------- |
| Alt Münsterberg                                 | Stare Monasterzysko |                                                                 |
| Alt Sadlucken                                   | Stare Sadłuki       | 1928 nach Bludau eingemeindet                                   |
| Bludau                                          | Błudowo             |                                                                 |
| Groß Rautenberg                                 | Wielkie Wierzno     |                                                                 |
| Heinrichsdorf                                   | Jędrychowo          |                                                                 |
| Johannishof                                     | Janowo              | 1891 nach Karschau eingemeindet                                 |
| Karschau                                        | Karszewo            |                                                                 |
| Klein Rautenberg                                | Małe Wierzno        |                                                                 |
| Kurau                                           | Kurowo Branieskie   |                                                                 |
| Neu Sadlucken                                   | Nowe Sadłuki        | 1928 nach Groß Rautenberg eingemeindet                          |
| Niederwald, Forst (Födersdorf, Forst)           | Nizinka (Piórkowo)  | 1928 nach Heinrichsdorf eingemeindet                            |
| Vierzighuben                                    | Włóczyska           |                                                                 |
| vor 1908: Jägeritten, Forst (Födersdorf, Forst) | Jegryty (Piórkowo)  | 1928 nach Tiedmannsdorf, Amtsbezirk Tiedmannsdorf, umgegliedert |

## Religion

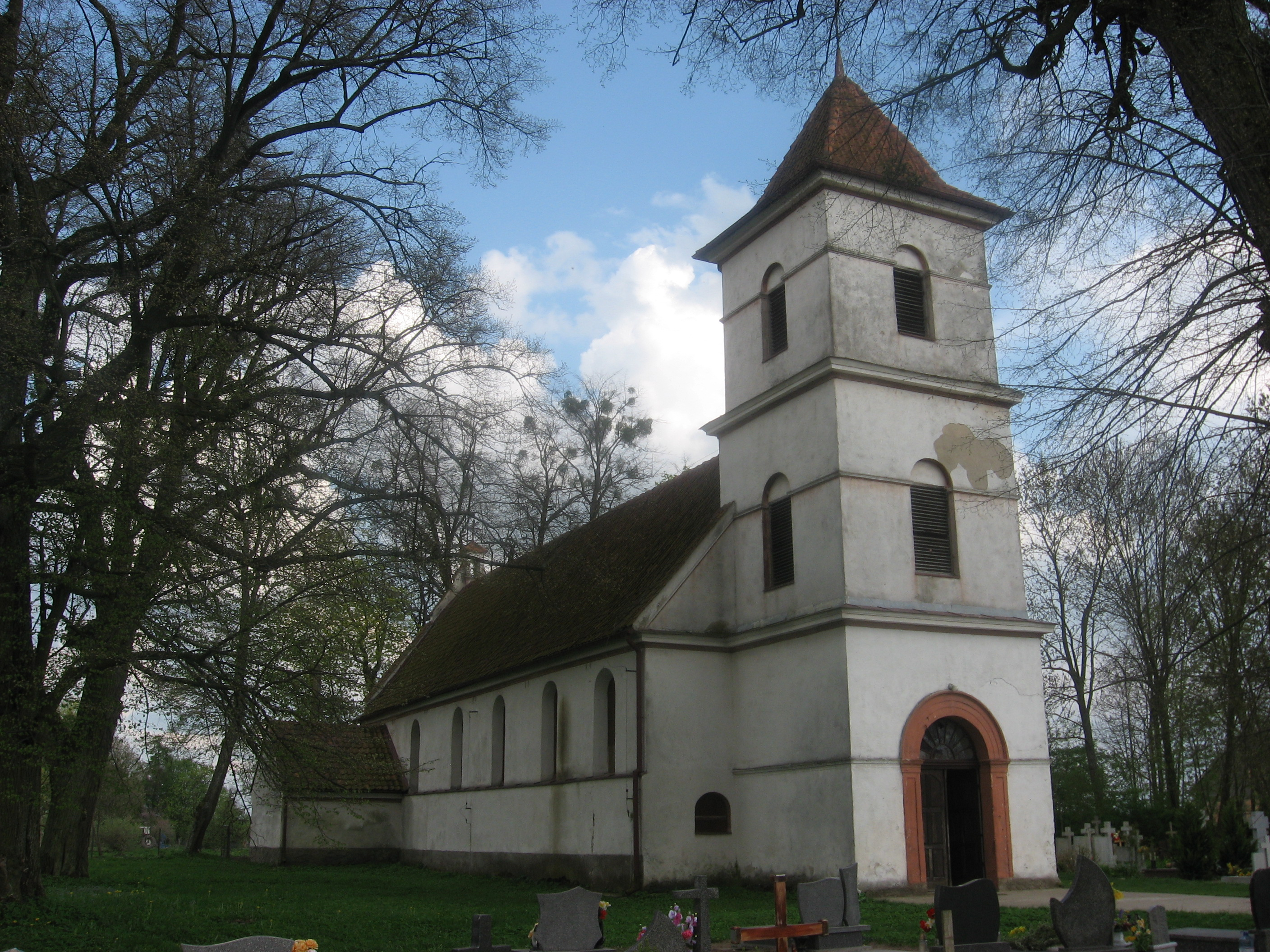
Dorfkirche Wielkie Wierzno

### Römisch-katholische Kirche
Eien Kirche gab es in Groß Rautenberg bereits zur Zeit der urkundlichen Erwähnung 1297. Sie wurde 1597 aufwändig ausgebaut und zwischen 1700 und 1702 umgebaut. 1845 wurde der Turm angefügt. Die heutige Innenausstattung ist schlicht gehalten.
Der Pfarrsitz der Allerheiligen-Pfarrei Wielkie Wierzno ist in Chruściel (Tiedmannsdorf). Das Dorf gehört zum Dekanat Braniewo im Erzbistum Ermland.

### Evangelische Kirche
Groß Rautenberg war bis 1945 in die evangelische Kirche Frauenburg in der Kirchenprovinz Ostpreußen der Kirche der Altpreußischen Union eingepfarrt. Heute gehören die evangelischen Einwohner des Dorfs zur Evangelisch-Augsburgischen Kirche in Polen.

## Historische Sammlung

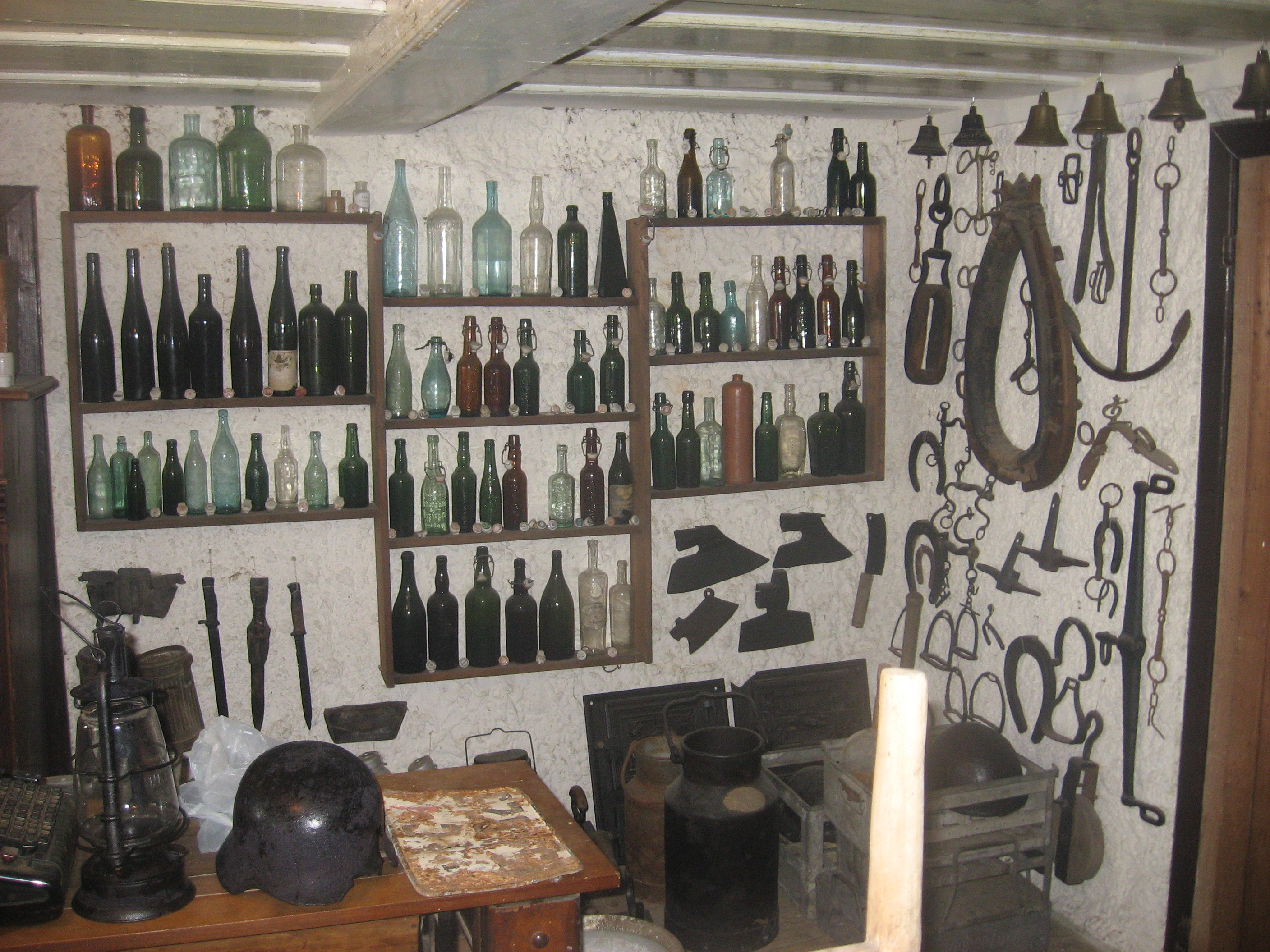
Józef Kuciaks Sammlung

In Wielkie Wierzno gibt es eine „Kolekcja zabytków ruchomych“ des Józef Kuciak. Es handelt sich um historische Alltags- und Wertgegenstände aus der Arbeitswelt und dem häuslichen Leben. Die Exponate befinden sich auf dem Dachboden des unter Denkmalschutz stehenden Hauses von Józef Kuciak.

## Verkehr
Am Ortsrand von Wielkie Wierzno verläuft die polnische Schnellstraße S 22 (auf der Trasse der einstigen Reichsautobahn Berlin–Königsberg,  „Berlinka“). Die nächste Auffahrt ist „Braniewo Południe“ in drei Kilometern Entfernung. Das Dorf selber liegt an einer Nebenstraße, die die Woiwodschaftsstraße 505 bei Baranówka (Schafsberg) mit der Woiwodschaftsstraße 506 bei Chruściel (Tiedmannsdorf) verbindet.